# Колосово (Калужская область)
Колосово — деревня в Ульяновском районе Калужской области, в составе сельского поселения «Село Волосово-Дудино». 
Деревня разделена пополам рекой Ямой — притоком реки Жиздры.

## Население
| 2002 | 2010 |
| ---- | ---- |
| 56   | ↘40  |

В 1940 году Колосово имело 143 двора и сельсовет.